# コモドール64
コモドール64（Commodore 64）は、コモドール社が1982年1月に発表した8ビットホームコンピューターである。C64、C=64、C-64などと略記される。CBM 64（Commodore Business Machines）あるいは VIC-64 とも称される。

## 概要
コモドール64の量産は1982年春に始まり、同年8月に595ドルで発売となった。最大の特徴は64キロバイトのRAMを搭載していた点で、コモドール社の従来製品であるVIC-20やCommodore PET 、あるいは当時の他社の同クラスのホームコンピューターと比べて大容量であり、それが名称の元にもなっている。さらにサウンドとグラフィックスの性能も、同時代のヒット機Apple IIなどと比べても遜色ないもので、しかも価格は Apple IIに比べてずっと安かった。
販売総数は1993年の販売終了までに1250万から1700万台とされ、単一機種としては最も販売台数の多いパーソナルコンピューターであり、今もこの記録は破られていない。1983年から1986年の間、C64は毎年200万台以上売れ、30%から40%の市場シェアを占め、競合機であるPC/AT互換機やAppleの製品やアタリの8ビットファミリーよりもよく売れていた。コモドール創業者の息子で後にアタリ社長となったサム・トラミエルは、1989年のインタビューで「私がコモドールにいたころ、月産40万台というペースでC64を製造するということが数年間続いた」と述べている。
成功の一因は販路の広さにあり、電機店だけではなくデパートや玩具店でも販売された。またコモドールはC64の部品の多くを自社で生産しており、供給量とコストを自社で制御できた。ホームコンピューター黎明期の当時において、コンピュータを広く大衆に行き渡らせることに成功した最初の製品であるコモドール64は、自動車という新技術を一般大衆に広めることに一役買って大成功したフォード・モデルTと比較されることもある。
ゲーム、開発ツール、オフィス向けアプリケーションを含め、市販ソフトウェアは約10,000タイトルに上った。テレビに直接つないで使うことができ、実際はパソコンと言うより主にゲーム機代わりに使われた。戦略的な低価格路線などから21世紀に入っても現役で使うファンを生むなど、ファミコンやスーパーファミコン全盛の時代においても北米圏を中心によく売れたばかりか、西ヨーロッパでも評価は高かった。また、デモシーンという文化を生み、1985年に発売されたAmigaも加わり欧米諸国で高度な技巧を競い合う素地を築き上げた。内蔵音源のSID音源は後年チップチューンでも多用されることとなる。
特に欧米を中心に今も熱心な愛好家がいる。

## 歴史

### 誕生
1981年1月、コモドール傘下の半導体企業モステクノロジーは、次世代のゲーム機向けのサウンドおよびグラフィックス用チップを設計するプロジェクトを開始した。設計は1981年11月に完了し、グラフィックスチップのVIC-IIとサウンドチップのSID音源が完成した。
コモドールはそれらのチップを採用したゲームパソコンマックスマシーンを、コモドールジャパンの技術者ヤシ・テラクラ（寺倉康晴）に開発させた。しかしマックスマシーンは日本で少量が販売されただけで、世界的販売はキャンセルされた（Ultimaxの名での販売が予定されていた）。
同じころ、VIC-20のアーキテクトでシステムプログラマのボブ・ラッセルとSID音源の技術者ボブ・ヤーネスは、PETシリーズをビジネス向けに生産しつづけている当時のコモドールのラインナップに批判的だった。VIC-IIの技術者アル・カーペンターとモステクノロジーのマネージャであるチャールズ・ウィンターブルの助力も得て、彼らはCEOジャック・トラミエルにVIC-20の低価格路線を継承する後継機を提案した。それに対してトラミエルは、その新マシンにはRAMを64kB搭載させるよう命じた。当時64kBのDRAMは100ドルもしたが、トラミエルはDRAMの価格が下落傾向にあり、マシンを量産するころにはもっと下がっているだろうと考えていた。1981年11月、トラミエルは翌年1月のコンシューマー・エレクトロニクス・ショー（CES）に間に合うよう開発を命じた。
VIC-20の後継機として開発された、そのマシンのコードネームはVIC-40とされた。ボブ・ラッセル、ボブ・ヤーネス、デイヴィッド・A・ジンビッキ、ヤシ・テラクラらが開発チームを結成。感謝祭とクリスマスも返上して作業したおかげで、チームはCESに間に合うようプロトタイプとサンプルソフトウェアを完成させた。
内蔵ROMには Commodore BASIC 2.0 が搭載されており、電源を入れるとすぐにそれを使えるようになっていた。発表に際して製品名は「コモドール64」とされた。これは当時のコモドールのビジネス向け製品が P128 や B256 のようにメモリ搭載量を示す数値を含む命名になっていたためである。
C64は1982年1月のコンシューマー・エレクトロニクス・ショーで印象的なデビューを飾ることとなった。生産担当のデイヴィッド・A・ジンビッキによれば、「我々のブースにやってきたアタリ関係者は口をあんぐり開けて、どうしたら595ドルなんて値段が可能なんだと言っていた」という。低価格の秘密はモステクノロジーという半導体企業を傘下におさめていることによる垂直統合の効果だった。

### 市場での勝利

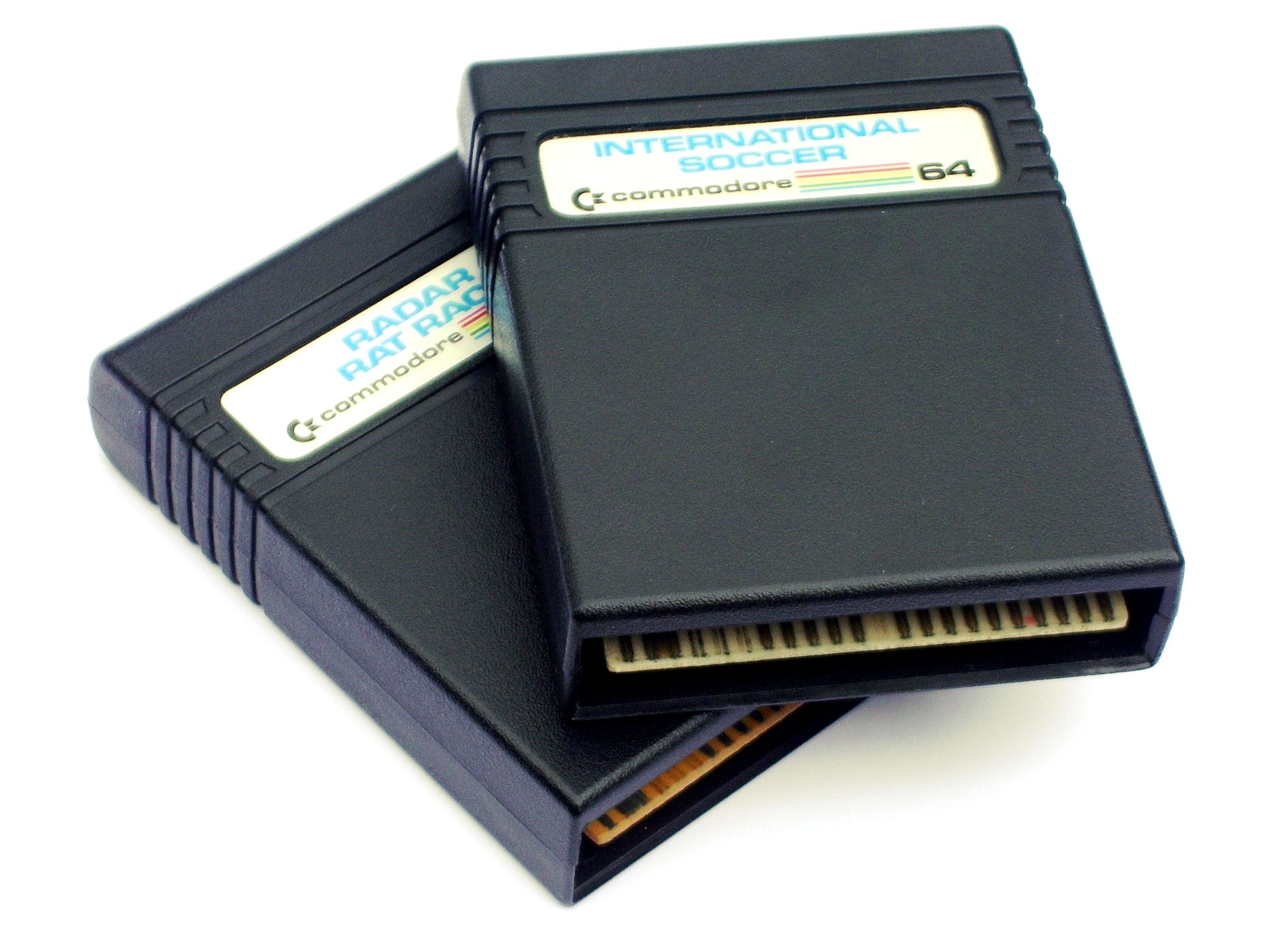
C64用ゲームカートリッジ

1982年8月に出荷を開始すると、数多の対抗マシンとの競争にさらされた。最初はC64の低価格が強みだったが、すぐに他社も追随してきた。北米での主な競合機種はAtari 400/800とApple IIである。アタリのマシンはハードウェアとしては良く似ていたがサウンドとグラフィックスにカスタムチップを使っていたために高価であり、アタリは工場をアジアに移さなければならなかった。また、アタリはコストダウンを目的として再設計も行った。すでにリリースされてから時を経ている Apple II はハード的には敵ではなかったが、後継機の Apple IIe にはコモドール64以上の高精細グラフィックモードがあった。また Apple II は筐体内に複数の拡張スロットを備えていたが、C64にはバス拡張手段としてはカートリッジ用ポートが1つしかなかった。ただし、アップルは拡張スロットを一般的周辺機器（ディスクドライブ、プリンタ、モデムなど）の接続に使っていたのに対し、C64にはマザーボード上にそれらを接続する専用ポートを備えていた。
これら競合マシンは1982年から83年ごろにはメモリ搭載量では大差なくなっている。Apple II+のメモリ搭載量は48kBで、C64出荷後1カ月で64kB搭載のApple IIeが登場した。Atari 800も48kBとなった。Apple IIはC64の2倍以上の価格だったが、Atari 800は899ドルだった。他にも多くの競合機が存在したが、C64の成功の鍵はコモドールの大胆なマーケティング戦略にあった。
コモドールはC64出荷後の1982年後半、価格性能比の相対的高さを利用した一連のテレビCMをうった。コモドールは認定代理店だけでなく、デパートや玩具店やディスカウントストアでもC64を販売した。これは、以前にVIC-20でもとられた販売戦略である。RFモジュレータ内蔵であったため、テレビに接続してすぐに使えた。このためVIC-20と同様、Atari 2600などの家庭用ゲーム機とも直接競合した。また、Apple IIe のようにコンポジット映像信号出力も備えていたため、専用モニターを接続すればより美しい出力が得られる。IIeとは異なり、C64のコンポジット映像信号はS端子出力のように輝度信号と色信号に分離して出力可能であり、コモドール純正の 1702 モニターがそれに対応していた。
C64の積極的な低価格戦略は「アタリショック」として知られる1983年の北米でのゲーム機市場崩壊の主要因と見られている。1983年1月、コモドールはアメリカにおいて、コモドール64の購入の際にゲーム機を含む他の機種を100米ドルで下取りするキャンペーンを展開。このキャンペーンに乗じて、一部の通信販売業者や小売店は不良在庫のTimex Sinclair 1000をC64におまけとして10ドルでつけて販売した。購入者はそれをコモドールに送り、100ドルを得ることができた。コモドールの低価格戦略により、主要ホームコンピュータメーカーは価格競争に突入。価格的には安いものの性能的にはC64に大きく劣るZXシリーズを英シンクレア・リサーチ社よりライセンスを得て販売していたタイメックス社は、同年中にコンピュータ事業から撤退した。またテキサス・インスツルメンツ（TI）や他の弱小メーカーも市場からの撤退を余儀なくされた。ジャック・トラミエルには、1970年代の電卓戦争の際にTIと市場で競合し、コモドールが倒産寸前まで追い詰められたという個人的恨みもあった。したがってこれにはTIへの意趣返しの意味もあった。市場の覇者となった後もC64の価格は更に下がり、1980年代後半には北米の一部地域ではC64を100ドル少々で購入できた。
ヨーロッパでは、競合機種はシンクレアのZX SpectrumとエイコーンのBBC MicroとアムストラッドのAmstrad CPC464 である。イギリスでは数か月前にC64の半分の価格で出荷されたZX Spectrumが市場の覇者となっていた。1983年時点で、C64が399ポンドに対してZX Spectrumは175ポンドだった。北米市場ほどのシェアは持ち得なかったものの、C64は1980年代後半までイギリスの国民機ZX Spectrumと互角に戦い、1985年以降はSpectrumよりも販売台数が多かった。
コモドールはより高価で利益の見込めるマシンに切り替え、C64を生産終了にしようと何度か試みたが、一定の需要が市場に存在したため難しかった。1988年までに全世界で1500万台を売り上げている。アメリカでは1990年にはC64の需要が低下したが、イギリスを含むヨーロッパでは依然として堅調に推移していた。最終的に時代遅れとなったせいではなく、コモドール社の財政的理由でC64は生産終了となった。1994年3月、ハノーファーでのCeBITでコモドールは1995年にC64を生産終了すると発表。ただし、コモドールは生産終了するとした1995年を迎える前の1994年4月に倒産した。

### ゲーム機としてのC64
C64を筆頭とするホームコンピュータ市場の攻勢は、アタリショック後のアタリ社製家庭用ゲーム機に追い討ちをかけ、北米のゲーム専用機の市場は壊滅した。この状況下でホームコンピュータ用ゲーム市場のみが残る形となり、結果として北米のホームコンピュータ市場を席巻したコモドール64がNES（ファミコン）やSega Master System（セガ・マークIII）が北米に上陸する1985年までの時期の北米ゲーム市場の事実上の覇者となった。1980年代後半のゲーム市場は北米ではNESが流行し、任天堂の影響力が弱かった欧州のいくつかの国ではMaster Systemが流行したが、C64はゲームプラットホームとして既に欧米各国で確固たる市場を築いており、その牙城は崩れなかった。この頃には上位製品のC128も登場したが、ほとんどのゲームはC64/C128双方に対応した。「Commodore User」（1983年創刊）や「Zzap!64」（1985年創刊）などレビューの充実したゲーム雑誌が各国で多数刊行され、開発プラットホームをホームコンピュータにシフトすることでアタリショックを生き延びたほぼ唯一のゲームメーカーとなった最大手のアクティビジョンを筆頭として、新興のエレクトロニック・アーツ、U.S. Gold、Ocean Softwareといったゲームメーカーが良作を投入する体制が整っていた。NESで人気のソフトは多くがC64でもリリースされ、さらには「R-TYPE」や「ニンジャウォーリアーズ」などファミコン（NES）にすら移植されなかった日本製人気アーケードゲームも多数移植されている。「アウトラン」や「スペースハリアー」などのMaster Systemのキラーソフトのセガ製品がC64にリリースされ、C64のキラーソフトとして機能したことも特筆される。若者におけるホビーパソコンの普及はデモシーンをいう文化を生んだが、デモシーンで活躍した若年ハッカーたちが後にプロのゲーム製作者となる例もドイツのファクター5をはじめとして多々あり、そういった人々がNESなどの強力なライバルが登場した後もC64にソフトを供給し続けた。

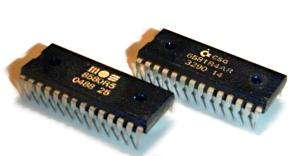
コモドール64の象徴、SID音源

C64は元々ゲーム機として企画されていたこともあり、3チャネル＋ノイズ1チャネルを同時発音可能なSID音源、8枚または16枚（スプライトダブラー利用時）のスプライト機能を搭載したVDPのVIC-IIなど、同世代のパソコンと比べてサウンドおよびグラフィック性能が群を抜いており、NESやMaster Systemなどの後発のゲーム機と渡り合うのに十分な機能を持っていた。SID音源は現在の視点から見ると制約が多いが、当時チップ音源で他に類のないフィルター機能や変調機能などシンセサイザーに近い演算を行なうことで他の音源（PSG・pAPU、波形メモリ音源など）とは異なる特徴的な発声を実現していた。また高速アルペジオなどのチップチューン独特の技法と、それらの技法を駆使して曲を奏でる専門のゲーム音楽家を生み出した。C64の発売初期からRob HubbardやMartin GalwayといったSID音源を十分に使いこなすゲーム音楽作曲家が活躍していたが、発売後期に至ってはサンプリングによる合成音声すら取り入れるようになり、サンプリング音声を大々的に取り入れたJeroen Telの編曲による「ターボアウトラン」は世界3大ゲームショーの一つであるECTS（European Computer Trade Show）の1989年度開催回にて「1989年度最高の8-bit音楽」の栄誉に輝いている。
上記のような充実したソフトの結果として、C64は「ゲーム機」として1980年代後半においてもNESやMaster Systemと拮抗する人気を持つことに成功し、16ビット機が普及する1990年頃まではC64向けのゲームも相当数がリリースされ続けた。このようなゲーム機としての自信が後述のC64 Games Systemにつながる。ちなみにNESのキラーソフトの「スーパーマリオブラザーズ」はリリースされなかったが、マリオに酷似した「グレートギアナシスターズ」がリリースされ、人気を博した。
C64を所有するゲームオタクに過ぎなかった若者は、これを用いてソフトウェアを開発することでお金を稼げることを知った。トラミエル社長がCeBITなどの展示会に参加した際、そのような若者たちが感謝の意を表すために預金通帳を見せびらかしに来たという逸話がある。14歳にしてゲーム製作に目覚め、17歳にしてZeppelin Games（現Eutechnyx）を立ち上げたイギリスのBrian Joblingや、前述のマリオのパクリゲーム「グレートギアナシスターズ」や「R-TYPE」のパクリゲーム「カタキス」を製作して訴えられたものの、そのあまりの技術力の高さからアイレムの公式デベロッパーとしてC64版「R-TYPE」の移植を担当することになったドイツのManfred Trenzらが立志伝中の人物として知られている。

### そして次世代機へ
コモドール社長のトラミエルは経営陣と対立し、1984年にコモドールを追放される。一方C64との市場競争に敗北し、アタリショックに見舞われたアタリの家庭用ゲーム機・パソコン部門は毎日巨額の損失を出し続けており、親会社のワーナー・コミュニケーションズ（現タイム・ワーナー）は部門のリストラを決定、外部に買い取り手を探していた。業界に未練があったトラミエルは、破格の条件で売りに出されていたアタリの家庭用ゲーム機・パソコン部門（アタリコープ）を買収し、その社長としてホームコンピュータ業界に再参入するという数奇な運命をたどる。コンピュータに無理解な経営陣に嫌気を感じたコモドールの開発者も全員が退職してトラミエルの新会社アタリコープに合流する。1985年、アタリコープは16ビットの次世代機Atari STを発売し、一方でコモドールも外部のAmiga社の買収により次世代機Amigaを発売し、再び熾烈なシェア争いを繰り広げる。
ゲームパソコンとしてのC64の事実上の後継機はAmiga500（1987年発売の廉価版Amiga、通称「A500」）である。ゲーム雑誌の「Commodore User」も1990年より誌名を「CU Amiga」と変更するなど、1990年頃にはC64の市場はほぼ終焉するが、その後も生産は継続され、安価なゲームパソコンとして長く愛された。
1985年に登場したNESによるゲーム機市場のアタリショックからの復興、1984年に発売されたIBM PC/AT互換機とMacintoshのシェア拡大、またコモドール・アタリがそれらに対抗しうるハードを投入できなかったなどの理由によって、1980年代に覇を競った数多のホームコンピュータは、「ホームコンピュータ」という概念もろとも1990年代前半にはすべて消滅した。C64は1994年のコモドールの倒産によって終止符が打たれる。

### 現在
一時代を築いただけの事はあり、現在でもC64のファンは多く、各種ハード上で動くエミュレーターが公開されたり、C64と同じ形をしたキーボード一体型PC/AT互換機が発売されたりなどしている。C64愛好家の中には、イーサネットカード、専用ハードディスク、フラッシュメモリインタフェース（sd2iec） といったC64向け周辺機器を作り続けている者もいる。
またC64用ゲームのファンも多く、対戦型格闘ゲーム「International Karate」や、シリーズ累計で440万本を売り上げた忍者アクションゲーム「The Last Ninja」などの傑作ゲームがWiiのバーチャルコンソールで配信中である（日本と韓国を除いて）。

## ハードウェア
VIC-IIは5μmルールで製造されている。ピクセル単位の操作のために高いクロック周波数で駆動されており（CPUの10倍以上）、発熱も大きい。そのためセラミックでパッケージされている。1983年に設計し直され、プラスチックのパッケージに変更されコストダウンを図っているが、発熱問題は相変わらずだった。そのため、ヒートシンクが必要になった。さらなるコストダウンを図るため、電磁シールド用金属板をVIC-IIの部分だけ2重にしてヒートシンク代わりとした。しかし、全てのC64がそのようなシールドを採用したわけではなく、ヨーロッパ向けではボール紙に金属ホイルをコーティングしたものを電磁シールドとしていた。その電磁シールドとしての効果のほどは疑わしく、ボール紙が熱の絶縁体として作用するという悪影響があった。
SIDチップは7μmまたは6μmルールで製造された。ごく初期のものだけセラミック製パッケージが使われたが、1982年初めに生産が開始された以降はプラスチックでパッケージされたものが使われている。
1986年、C64のマザーボードが64k×1ビットのDRAMチップを8個使っていたバージョンから64k×4ビットのDRAMチップを2個使うバージョンに更新されている。他の部分は設計変更されていない。
C64Cをリリース後、モステクノロジーはC64のチップセットにHMOSを採用しはじめた。HMOSの主な長所は電源電圧を低くできる点で、従って発熱も低減できる。そのためSIDおよびVIC-IIの信頼性が全体的に向上している。チップの番号も65xxから85xxに変更された。
1987年、C64Cのマザーボードの設計を一新。HMOSのチップセットを採用し、新たに64ピンのPLAチップ "SuperPLA" を使って複数のTTLICで構成していた回路を集積した。これがC64C用マザーボードの最後のレビジョンとなった。

### 仕様

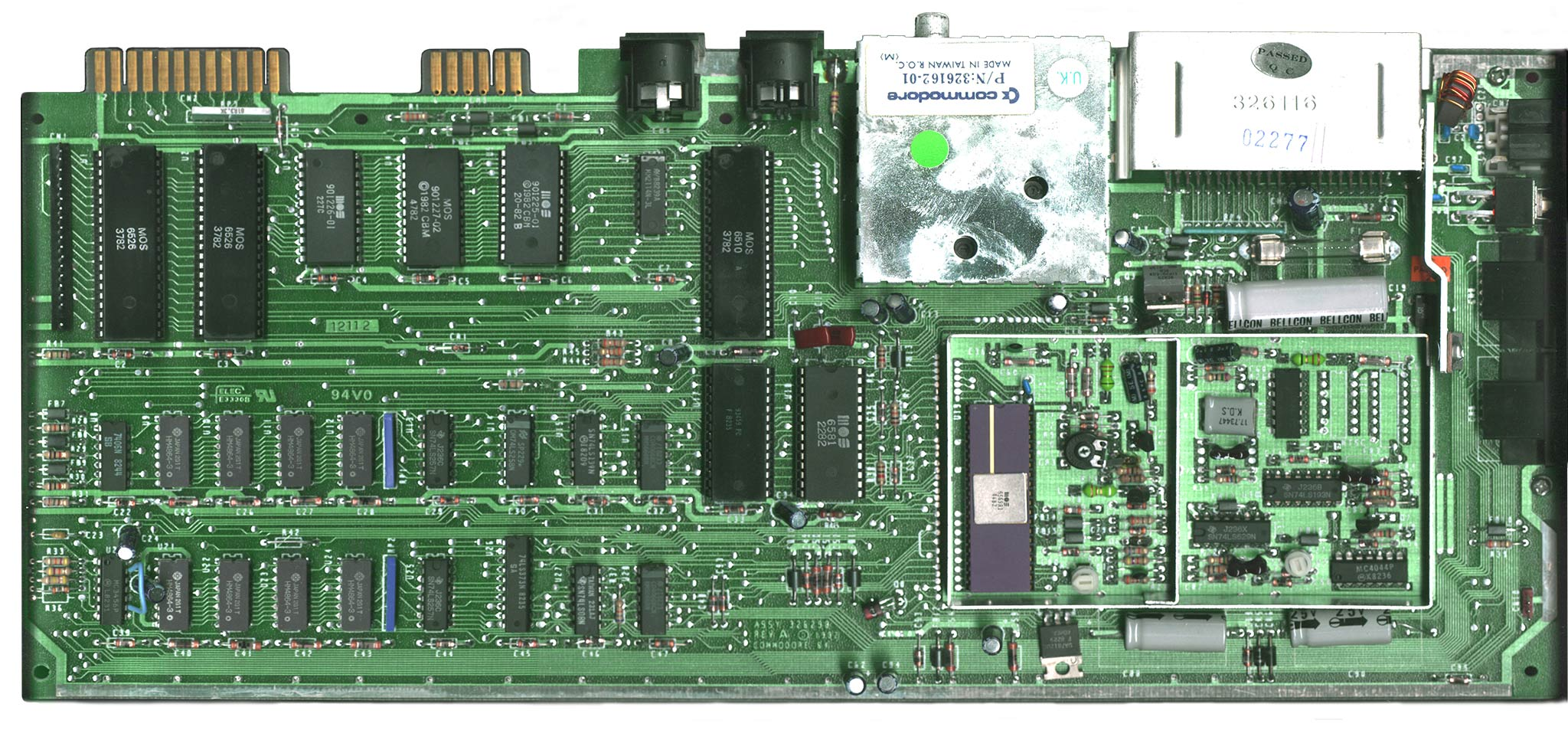
初期のC64マザーボード（Rev A PAL 1982年）

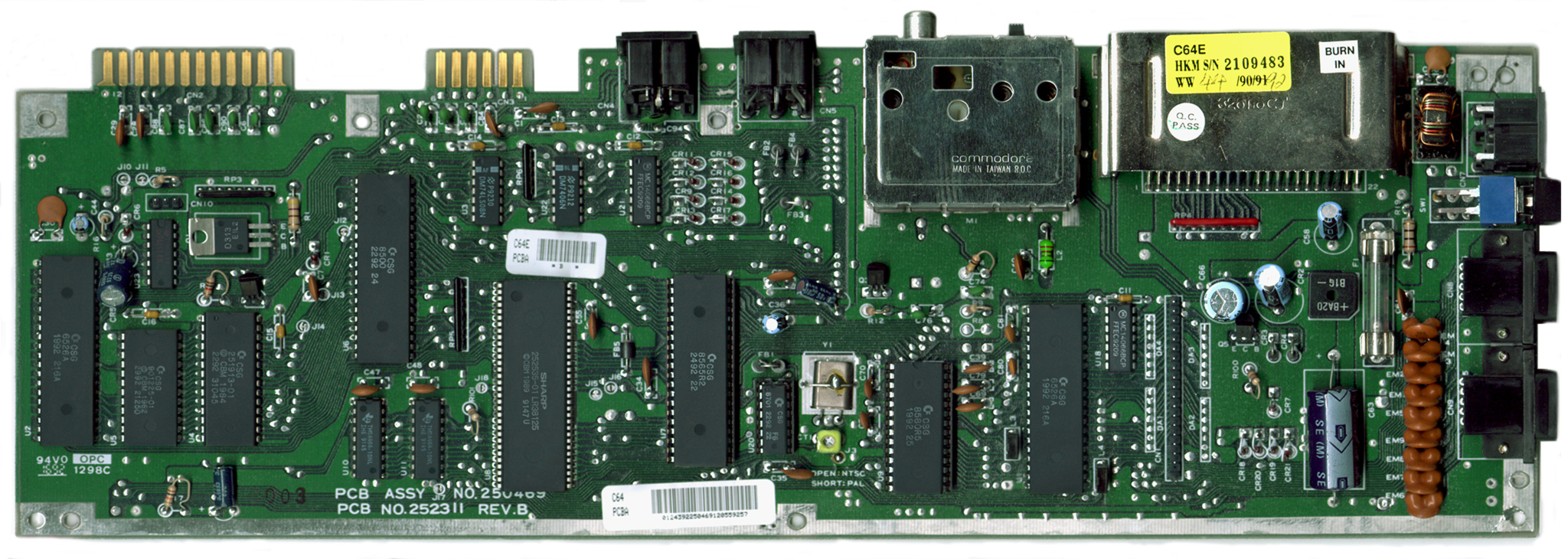
C64Cマザーボード（"C64E" Rev B PAL 1992年）

- CPU： 8ビット MPS6510（6502相当）マイクロプロセッサ[2]、1.023MHz（NTSC）/0.985MHz（PAL）
  - 6ビットのI/Oポートを内蔵しており、ROMのバンク切り換えとデータレコーダの操作に使用している。
- RAM： 64Kバイト（BASIC使用時は38KBが使用可能）
  - 色指定RAM：0.5Kバイト（1Kニブル）[29]
  - 拡張ユニットを使用して320KBまで拡張可能（直接アクセスできるのは64Kバイトまで）
- ROM： 20Kバイト
  - BASIC 2.0：9KB
  - KERNAL：7KB
  - キャラクタジェネレータ：4KB - 文字セットは標準のASCIIではなく、PET 2001 と同様のPETSCII
    - 使用しない場合はバンク切り換えによってRAMに置き換えられる。キャラクタジェネレータの中身がないと文字を表示できないので、バンク切り換えの際にはその内容をRAMにコピーする。そのため、内容を書き換えられるので文字パターンを変更可能。C64用ゲームはこれを利用してメモリを節約しているものが多く、アニメーション表示も可能。
- グラフィックス： VIC-IIチップ 6567/8562 （NTSC）、6569/8565（PAL）
  - カラー：16色
  - テキスト：40×25文字、256文字のユーザ定義文字
  - グラフィック：320×200（8×8ピクセル単位に2色）[30]、160×200（4×8ピクセル単位に4色）[31]
  - スプライト：8個（24×21ピクセル 指定色1色 または 12×21ピクセル 指定色1色+共通色2色）
    - スプライトは通常8個までしか表示できないが、スプライトダブラーを使用して、見かけ上は増やすことが可能。

  - スムーズスクロール
- サウンド： SIDチップ MPS6581[2]/8580
  - 3チャネル シンセサイザー（ADSRプログラム可能）
  - 8オクターヴ
  - 4種類の波形：三角、のこぎり、可変パルス、ノイズ
  - 変調機能
  - フィルタ：ハイパス、ローパス、バンドパス、ノッチ
- 入出力: 6526 CIA（Complex Interface Adapter）×2
  - 16ビット・パラレルI/O
  - 8ビット・シリアルI/O
  - 内蔵の時計は目覚まし時計としても使用可能[32]
  - 16ビット・インターバルタイマ
- 寸法と重量
  - 外径寸法 404（W）×204（D）×74（H）mm[2]
  - 重量 1.8kg[2]

### I/O ポートと電源

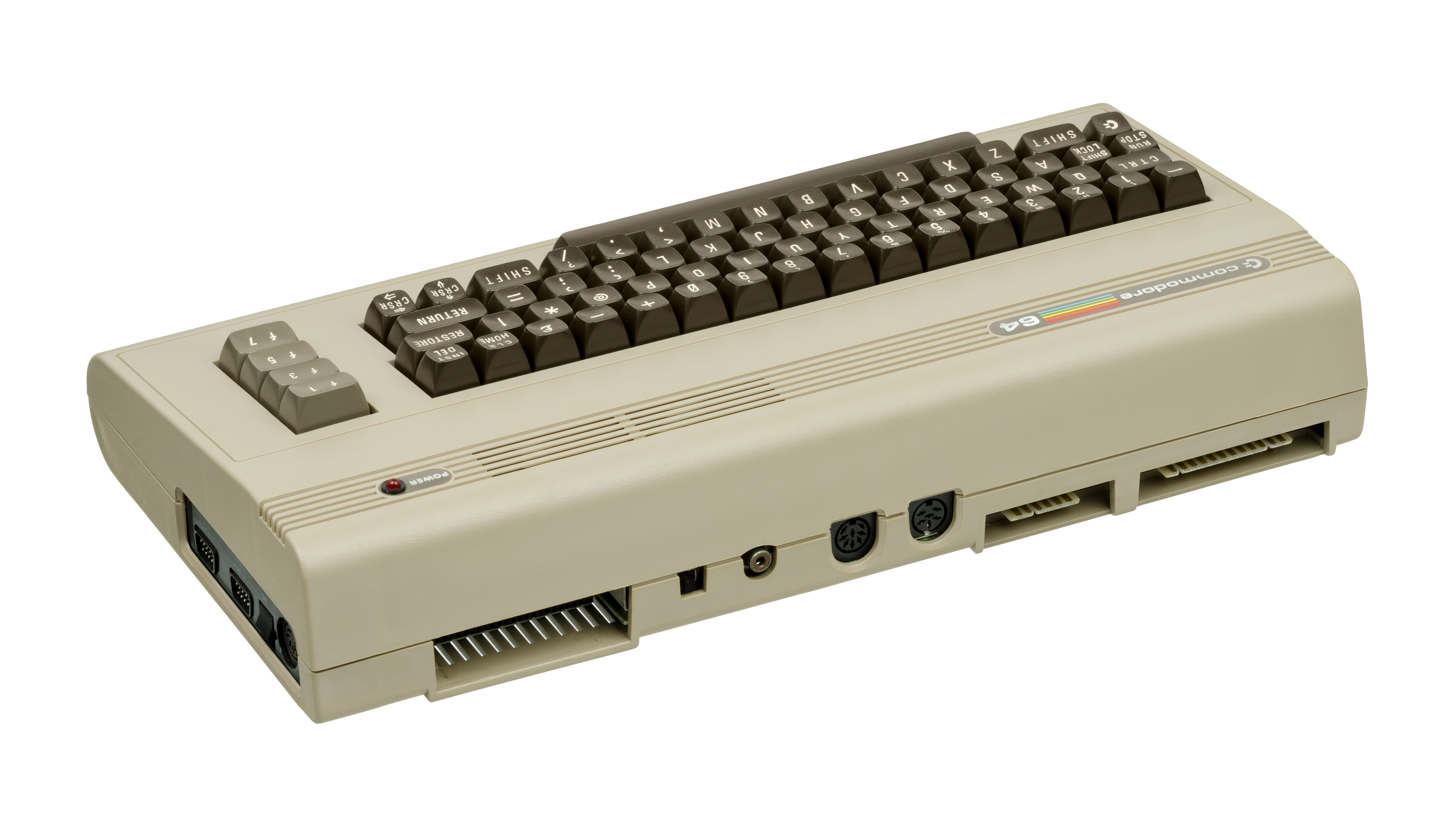
コモドール64のポート群（左から、Joy1, Joy2, Power, Cartridge, RF-adj, RF, A/V, 488, Tape, User）

- カートリッジ拡張スロット 24-28ピン[33]（6510のアドレス/データバスや制御信号、GND、電源などがエッジ・コネクタで供給されている。ROMやRAMの追加に使用）
- RFモジュレータを内蔵しており、RCA端子で出力している。ポテンショメータでチャンネルを変更可能。
- 8ピンDINコネクタでコンポジット映像信号、輝度信号、色信号、音声入出力をそれぞれ別に出力している。なお、初期バージョンでは5ピンDINコネクタを使用しており、色信号が出力されていない[34]。
- IEEE 488 のシリアル版を6ピンDINコネクタで出力（プリンタおよびディスクドライブ用）
- PETと同様の300ボーのデータレコーダ用インタフェース（エッジ・コネクタで、モーター制御信号、GND、電源などを含む）。レコーダのモーターは6510からのDC5Vの信号で制御される。AC9Vの電源入力を整流されていないDC6.36Vにしてレコーダに供給している[35][36]。
- ユーザーポート。TTLレベルの信号の入出力用のエッジ・コネクタ。モデムなどに使用。バイト幅のパラレル信号であり、サードパーティ製プリンターなどにも使用。
- DE9Mのゲームコントローラ用ポート×2。Atari 2600 と互換性がある。デジタル信号5本とアナログ信号2本がある。デジタルジョイスティック、アナログパドルコントローラ、ライトペン、マウス、タブレットなどを接続可能。

C64は内部に電源回路を持たず、ACアダプタを必要とする。これにより本体の小型化を図りつつ、海外向けの生産も共通化できる利点がある。周辺機器も同様だったため、C64システムの電源周りはスパゲッティのような状態になりやすかった。長時間使っていると電源が切れることでもよく知られていた。
ACアダプタからは、直流（DC）5Vと交流（AC）9Vを供給するため、7ピンのDINコネクタを使用している。
AC9Vは、チャージポンプ経由でSIDチップの電源として使用されたり、整流器経由でカセットレコーダーのモーター駆動用に6.8Vを供給したり、内蔵時計の駆動用にCIAチップへのパルス入力に使われたり、ユーザーポートに直接AC9Vとして供給されたりしている。したがって12Vの矩形波でもよいのだが、9Vの正弦波が使われた。

### 周辺機器

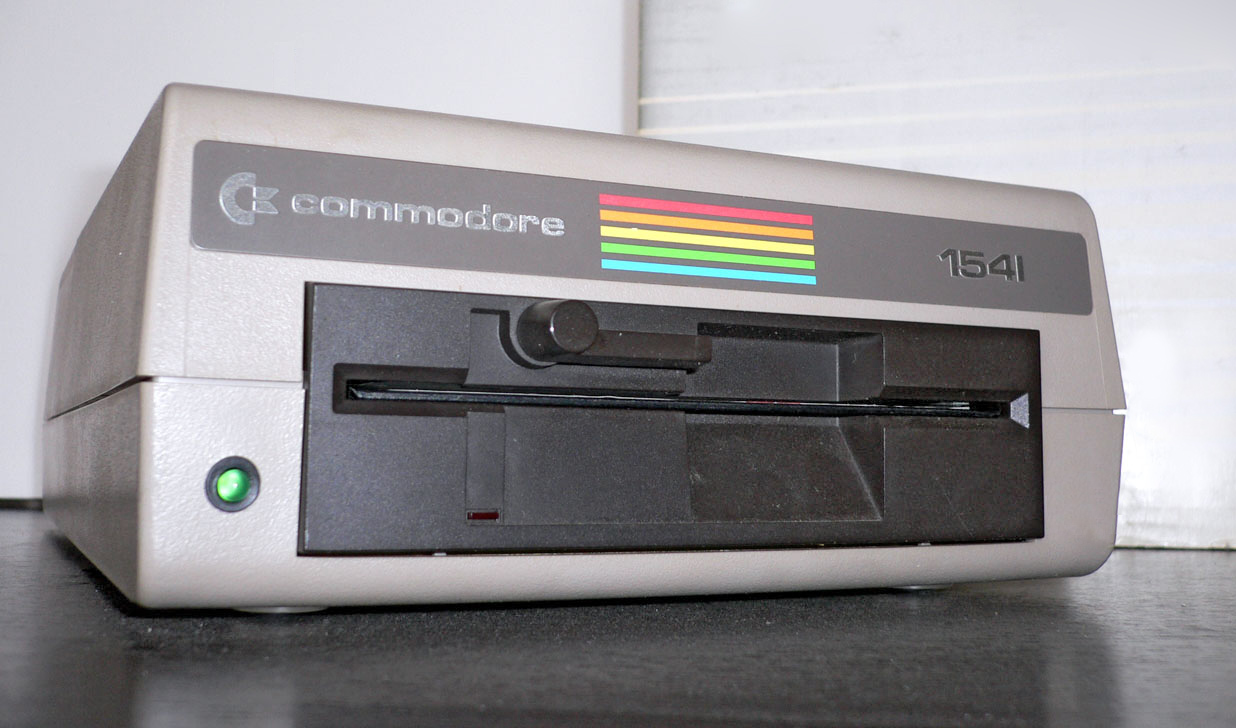
Commodore 1541 FDD（初代モデル）
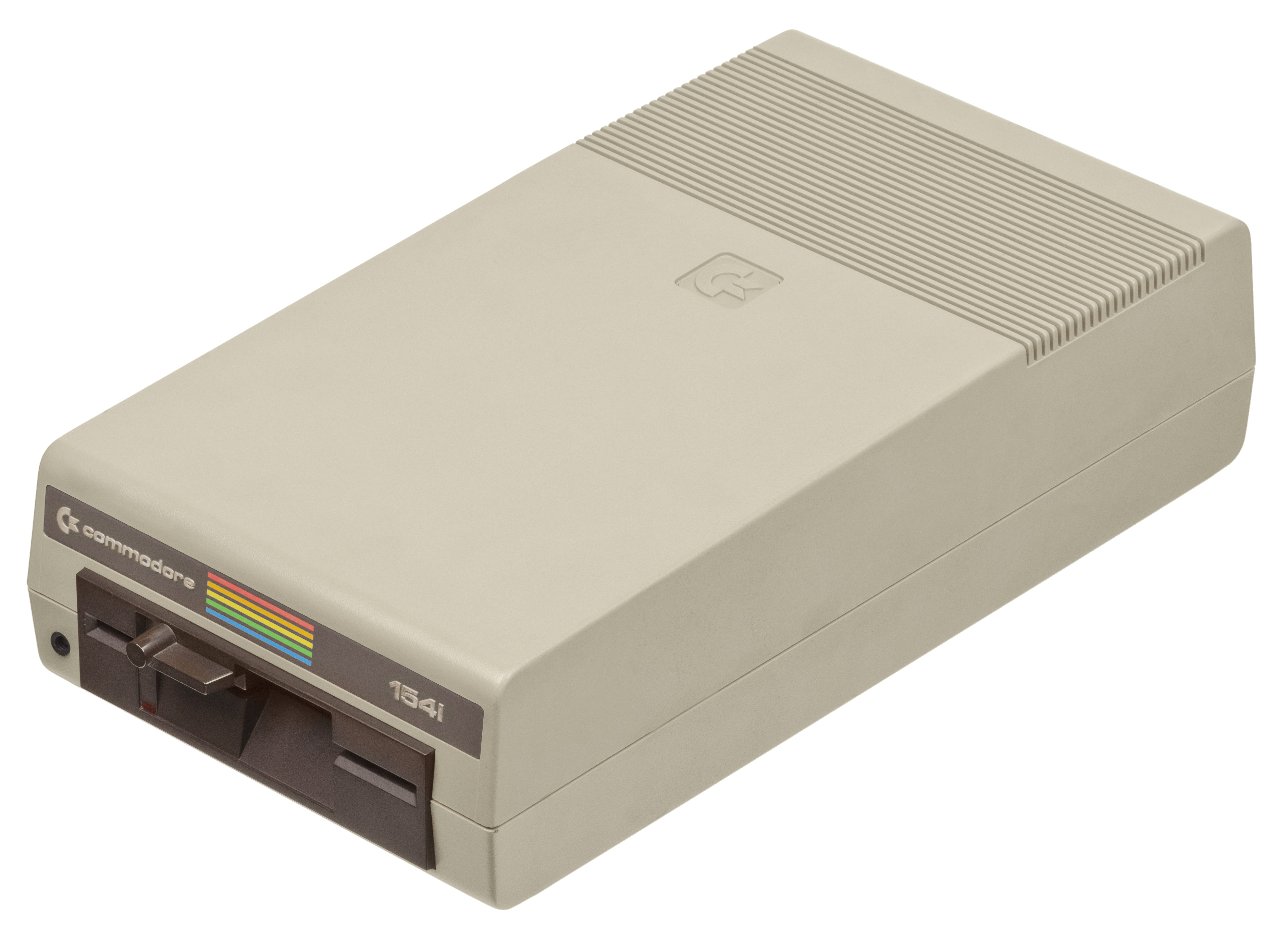
Commodore 1541C FDD（2代目）
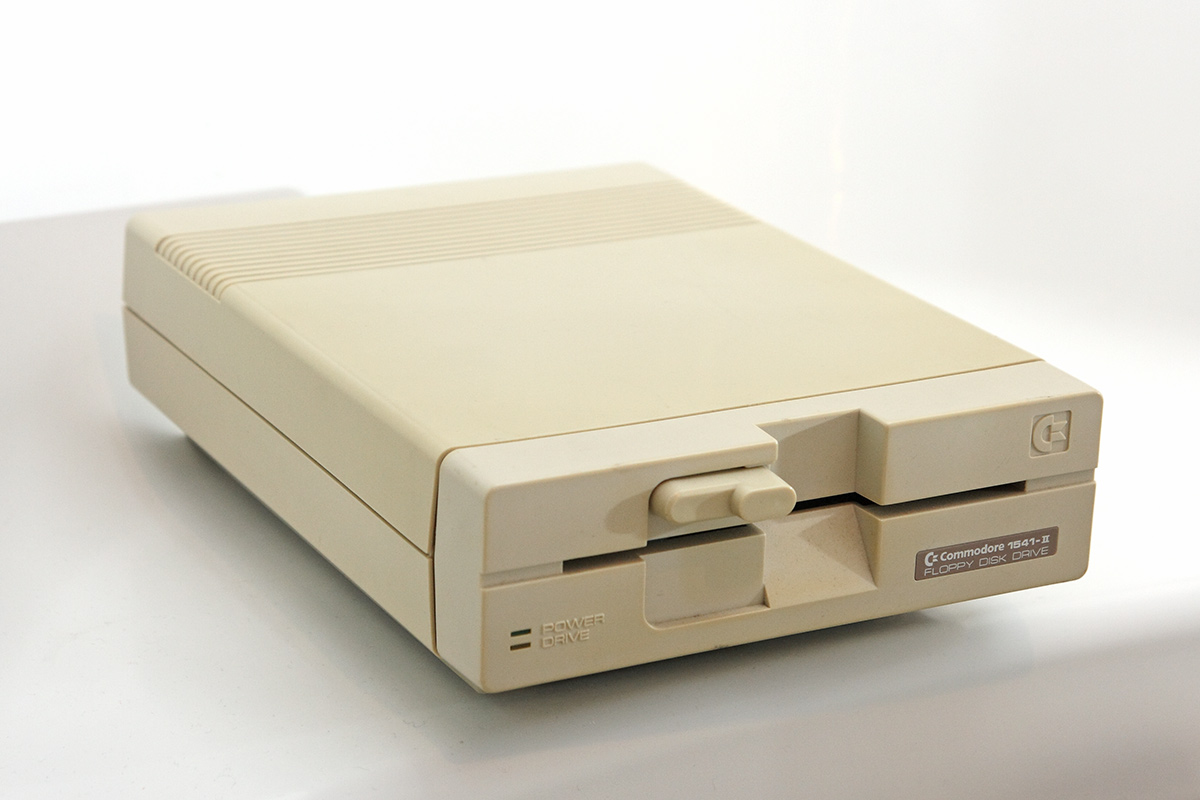
Commodore 1541-II FDD（3代目）
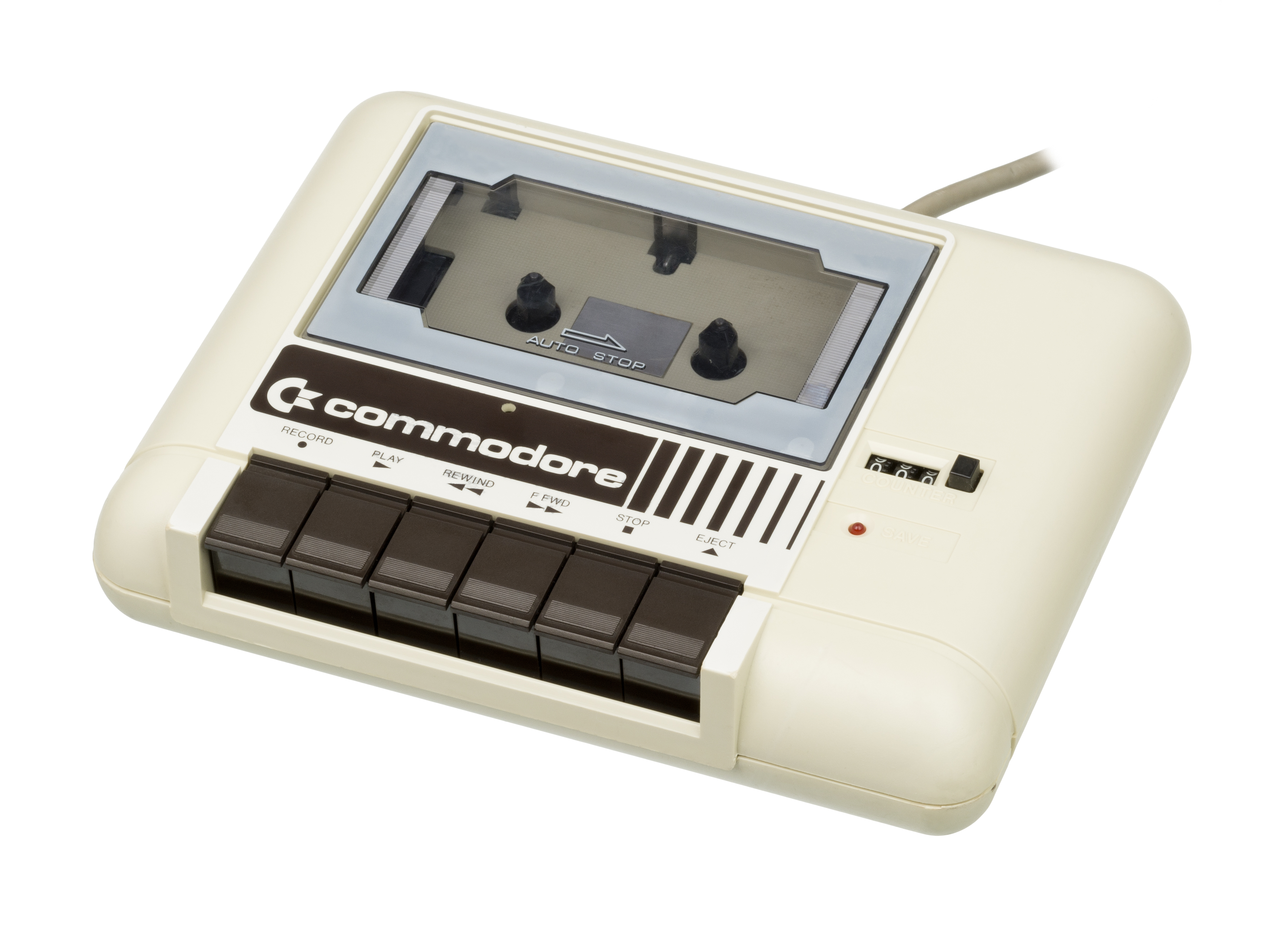
Commodore 1530 Datasette
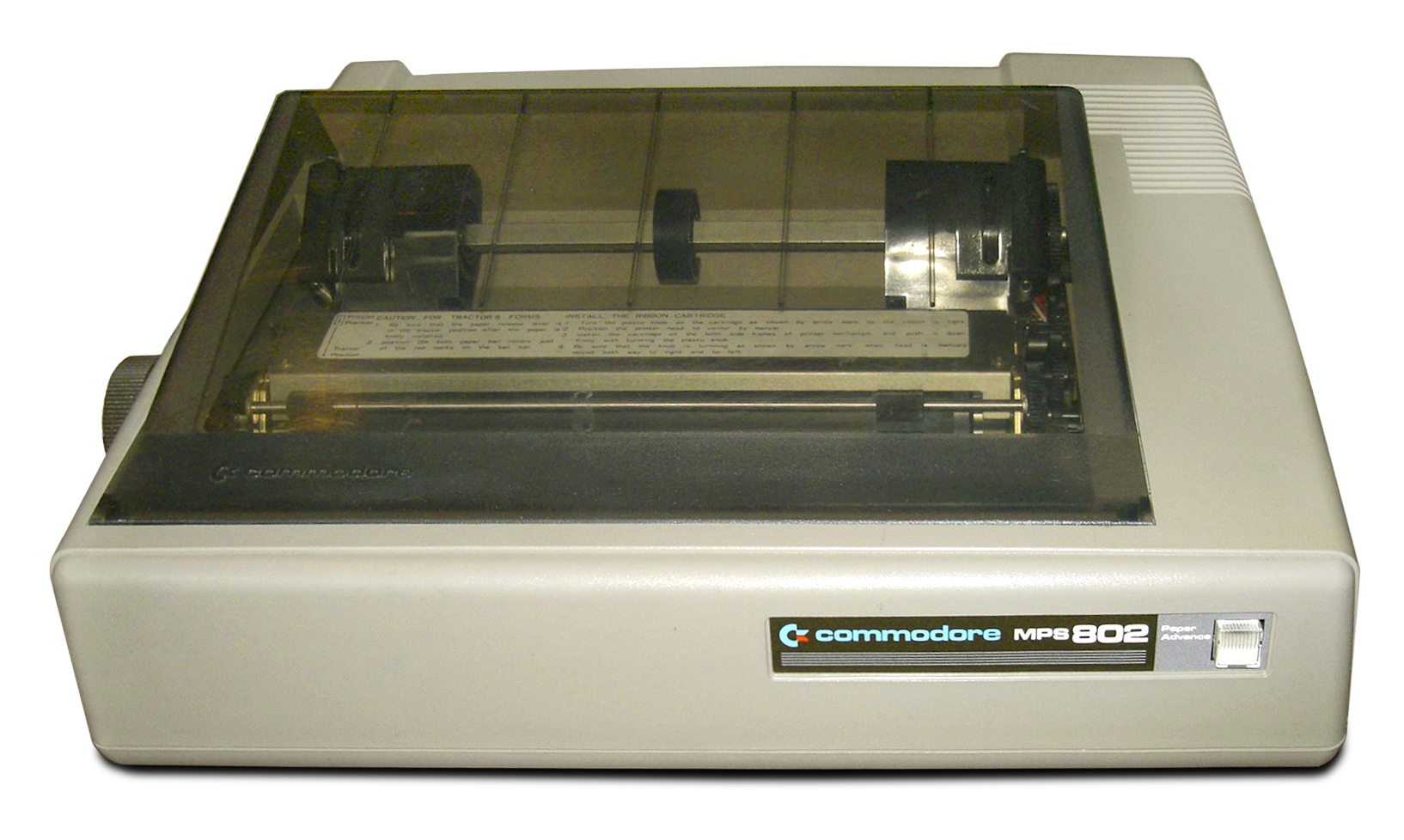
Commodore MPS-802 ドットマトリックス・プリンター
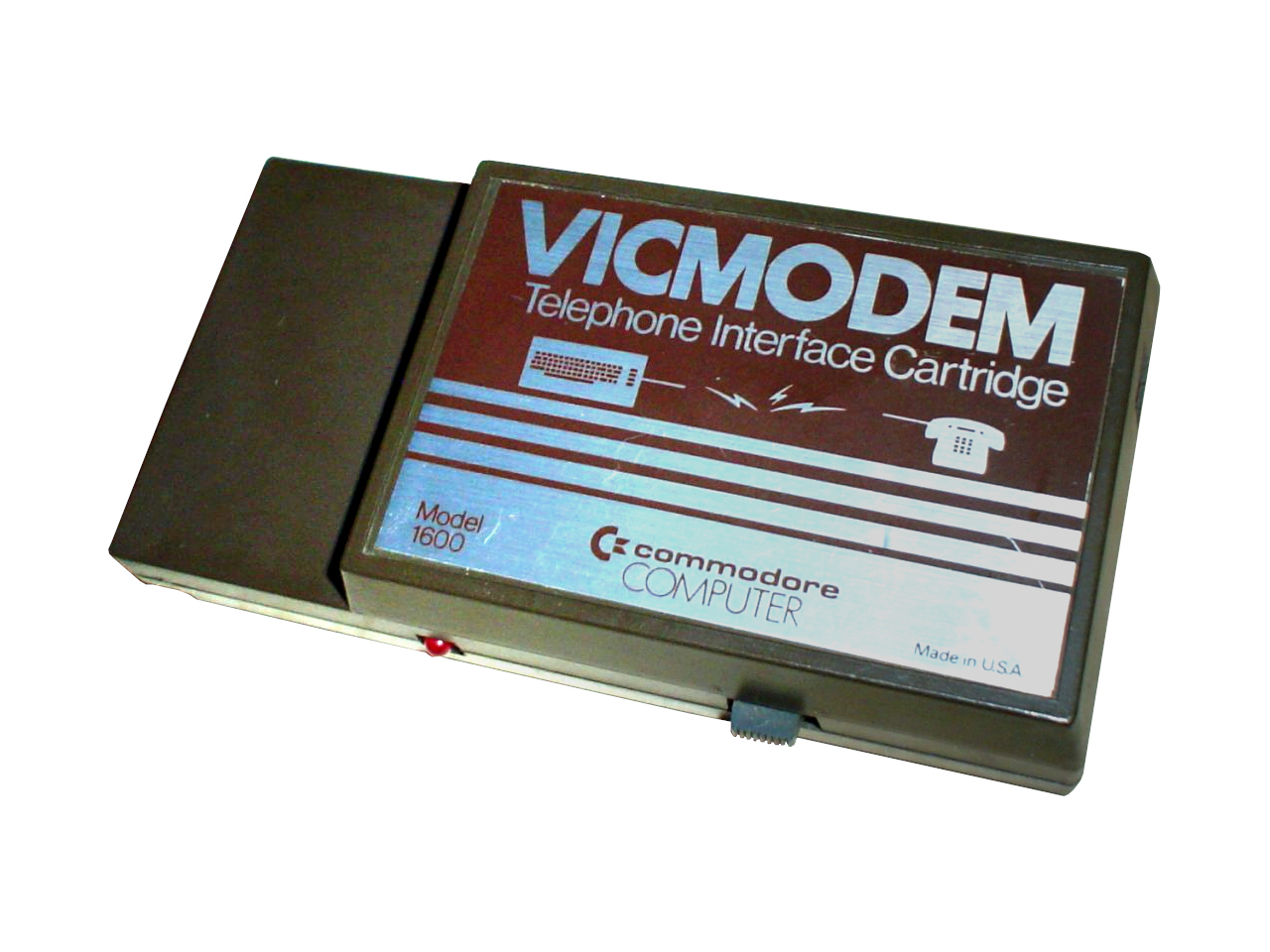
モデム
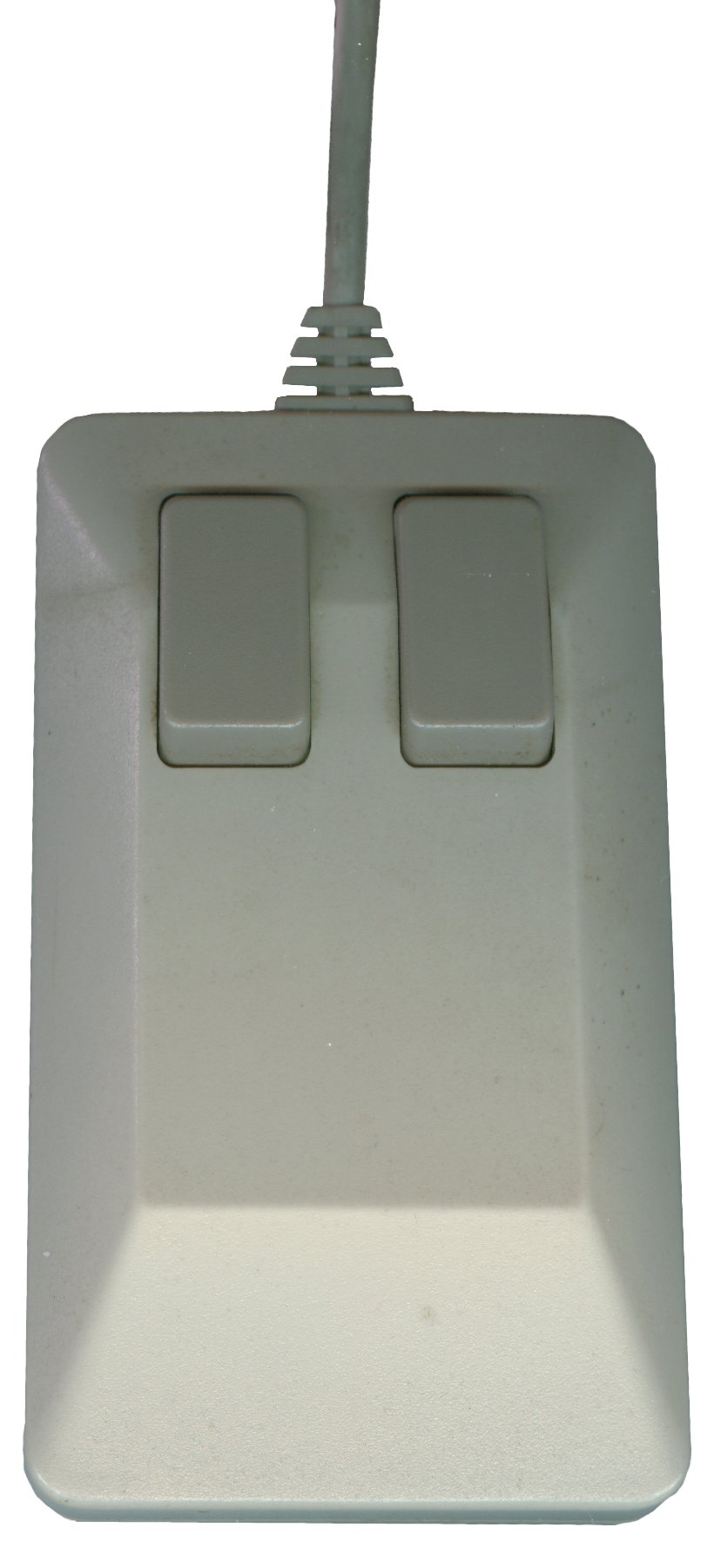
マウス
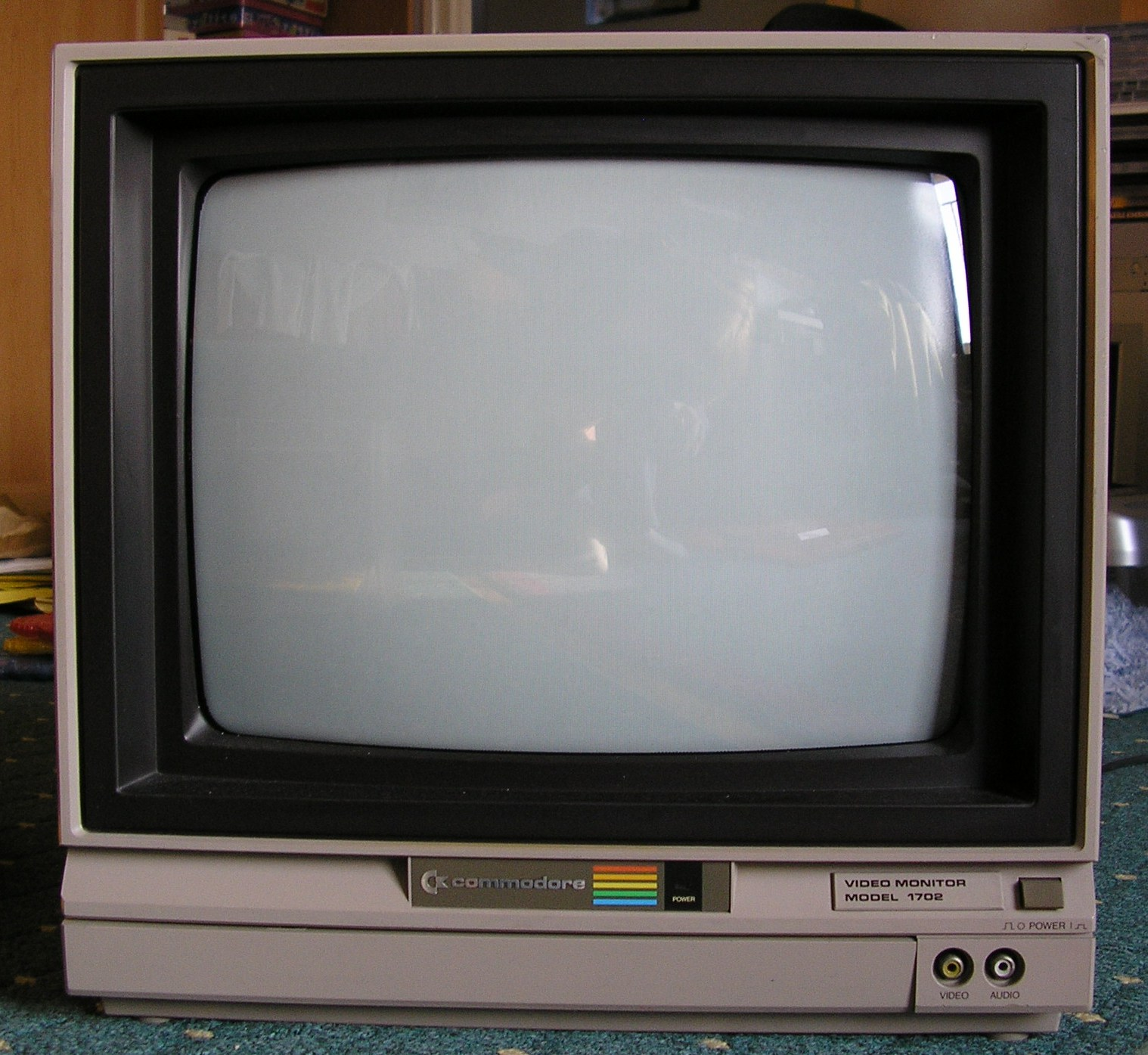
Commodore 1702 ビデオモニター
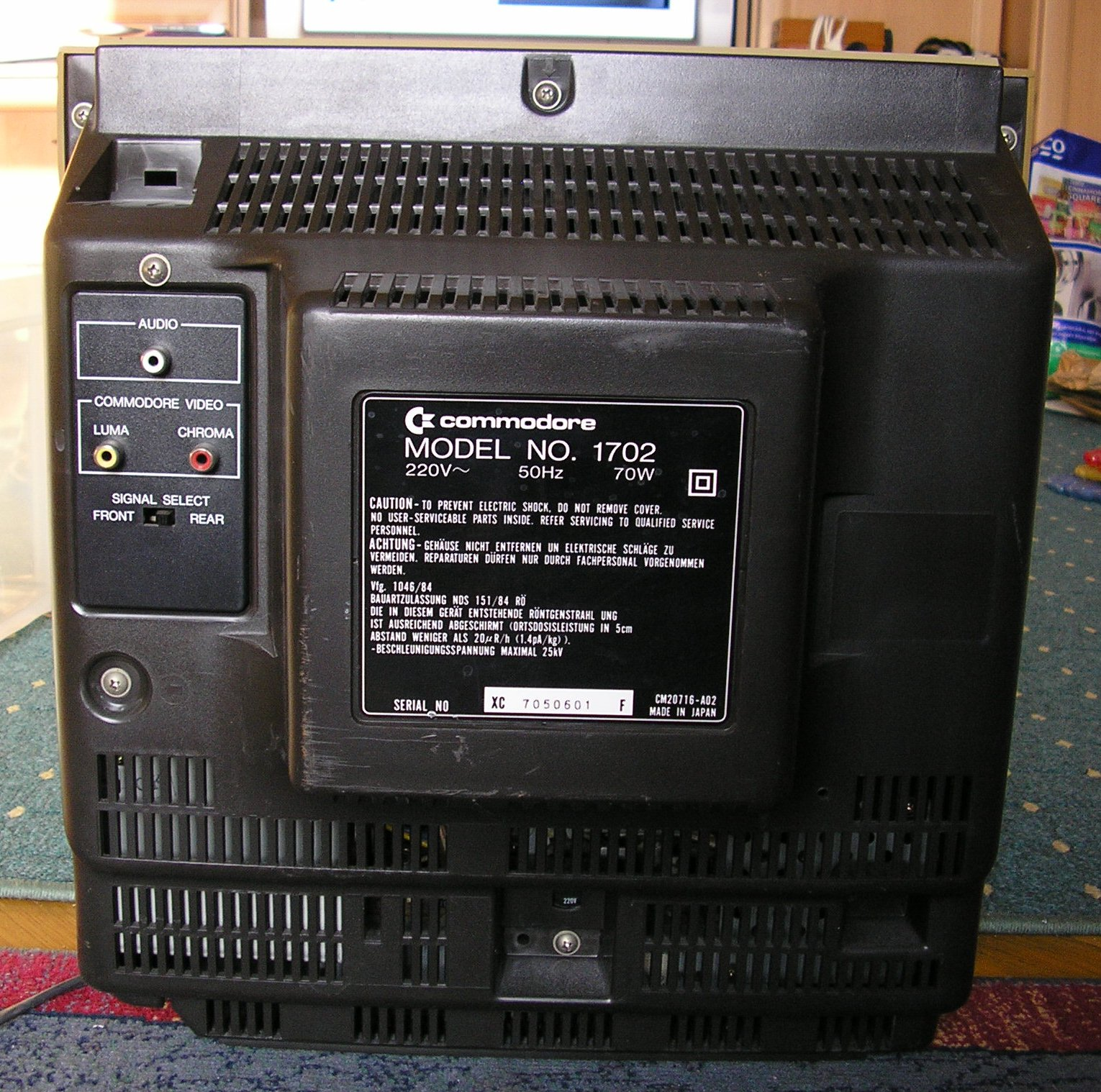
Commodore 1702 ビデオモニター背面入力端子

## バリエーション

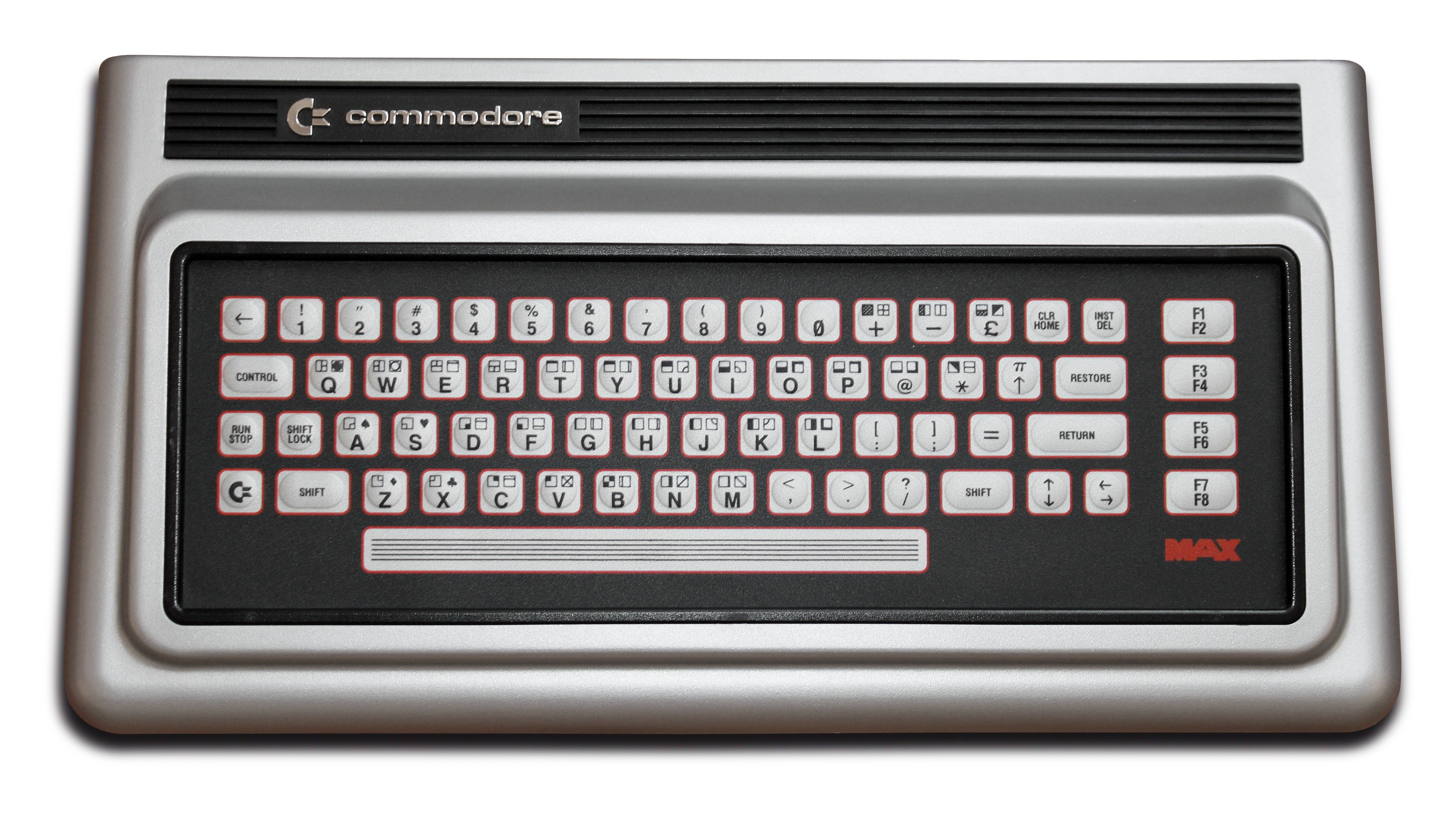
マックスマシーン (1982)

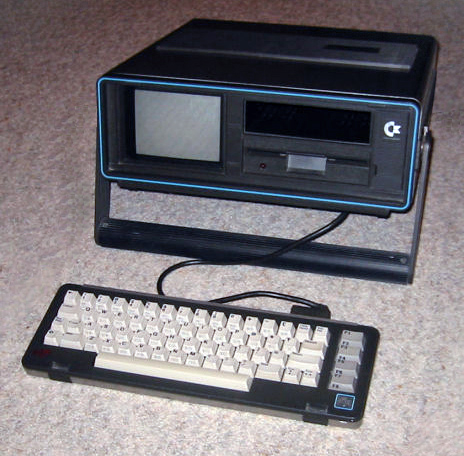
コモドールSX-64 (1984)

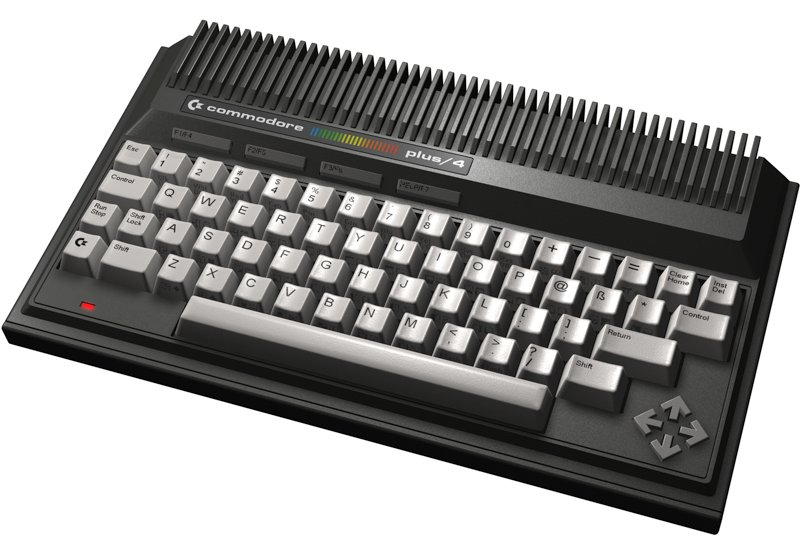
コモドール Plus/4

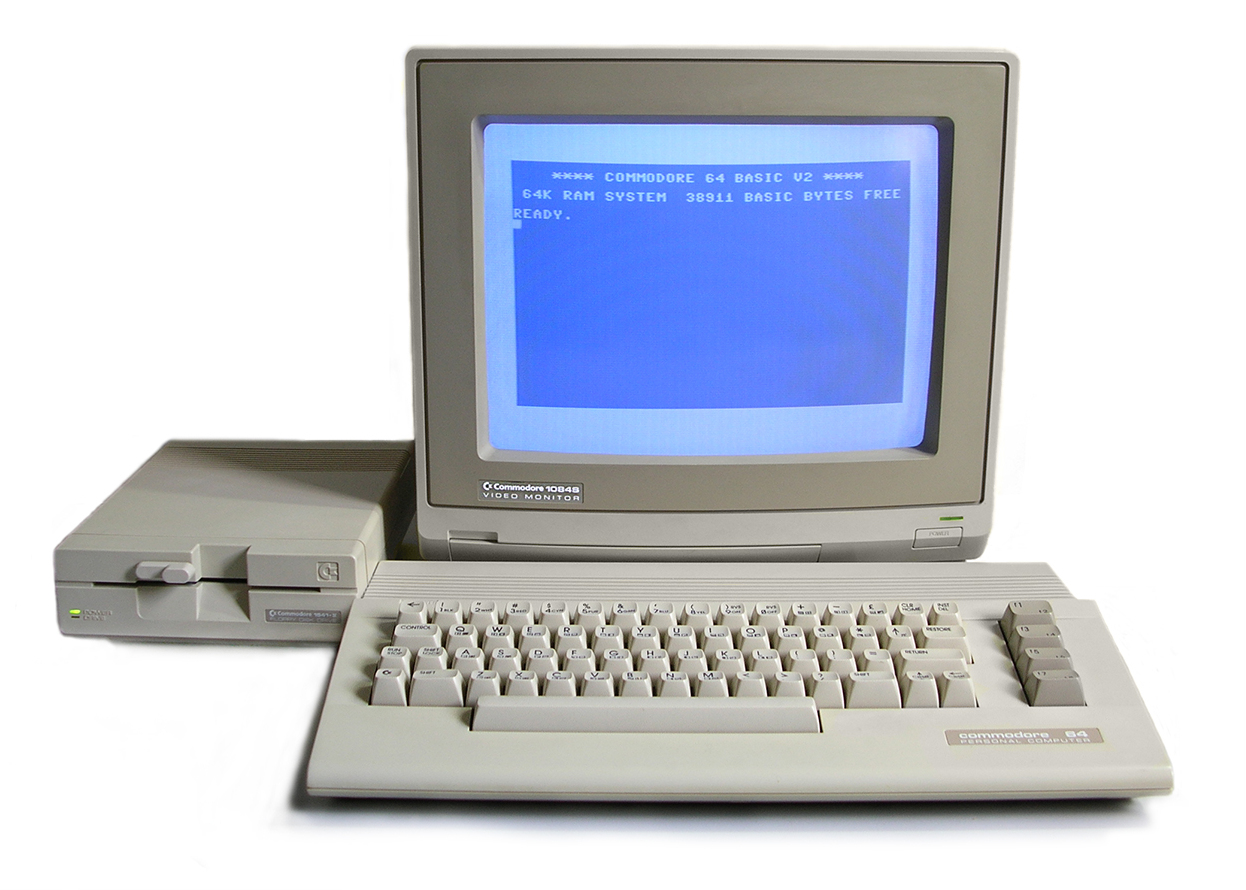
コモドール64C (1986) とFDDとモニター

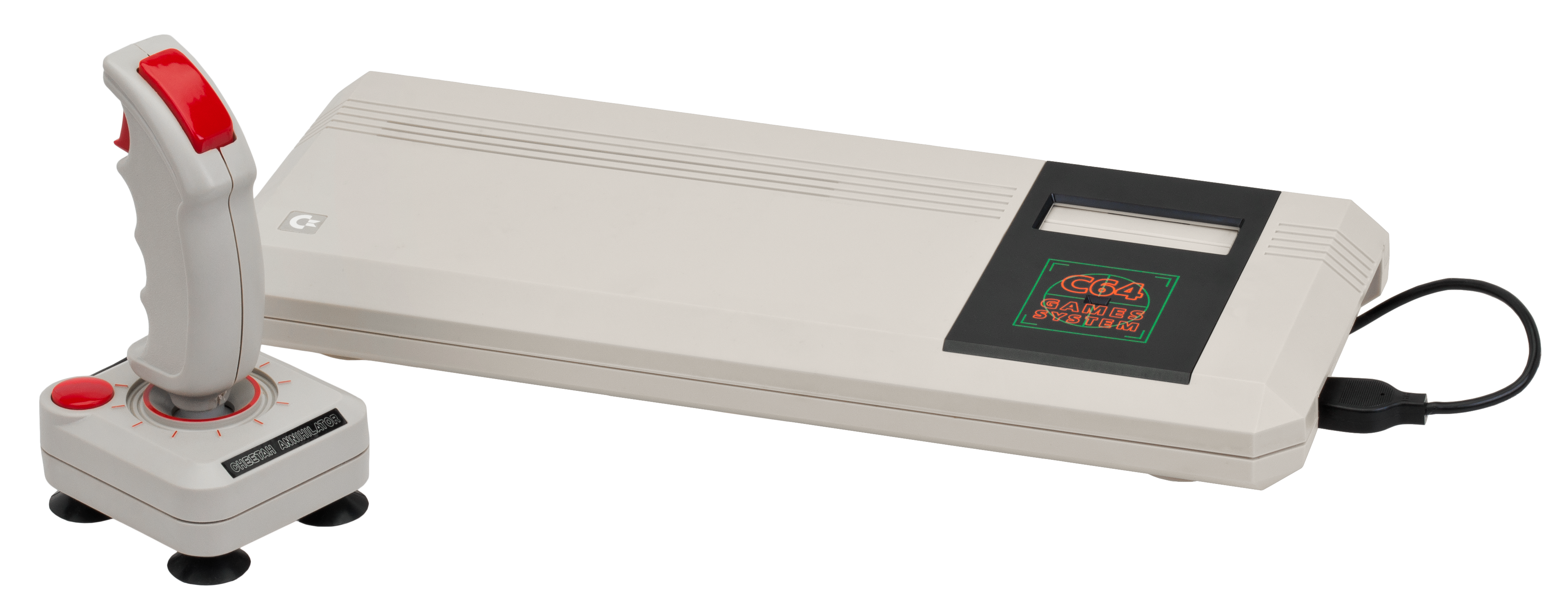
Commodore 64 Games System "C64GS" (1990)

- 1982年、コモドールは日本でマックスマシーンをリリースした。アメリカではUltimax、ドイツではVC-10と呼ばれている。コンピュータとしての若干の機能を備えたゲーム機という位置づけで、後のC64ファミリで使われたハードウェア構成を切り詰めたような形である。マックスマシーンはあまり売れず、発売後数カ月で販売終了となった。
- Apple II が支配していたアメリカの教育市場で対抗すべく、コモドールは1983年にEducator 64（英語版） を投入した[39]。これは、C64をグリーンモニター付きのPET用筐体に格納したものである。C64のような構成では容易に故障したり盗まれたりするため、学校ではPETのようなオールインワン型が好まれた。
- 1984年、C64のポータブル版である SX-64（英語版） をリリース。世界初のカラー表示可能なポータブルコンピュータである。5インチのブラウン管（CRT）とフロッピーディスクドライブを内蔵しており、データレコーダ用ポートを備えていない。
- 1984年、コモドールはPlus/4（英語版） をリリース。より多数の色を表示でき、BASICもバージョンアップし、内蔵ROMにはワープロソフトや表計算ソフトなども格納していて、ビジネス指向のシステムになっていた。しかしC64とは互換性がなく、当時のビジネス用パソコンでよく採用されていたOSであるCP/Mも動作しないため、ビジネス向けとしても家庭向けとしても中途半端な存在となった。Plus/4は、C64を成功に導いたスプライト機能もSID音源も搭載していなかった。
- Plus/4の失敗の原因を分析したコモドールは1985年、C64の最終的な後継機としてコモドール128（C128）とC128Dをリリース。C64と完全互換で、BASICを構造化すると共にグラフィックスとサウンド関連のコマンドを追加し、80桁表示可能で、CP/Mも動作する。C64との互換性を持たせることは、フレッド・ボーエンとビル・ハードという設計者が独断で決めたもので、ジャック・トラミエル失脚後のコモドール経営陣の了解を得ていなかった。彼らは、プロジェクトが変更されたり中止されたりしないよう、その決断をずっと秘密にしておき、CESで発表するときに明らかにした。C64との互換性が明らかになると、コモドールのマーケティング部門はC128がC64と100%互換だと発表し、C64サポートのハードルをさらに上げた。
- 1986年、C64の外観をC128に合わせて変更したコモドール64C（C64C）をリリースした。互換性は完全に維持しているが、内部の部品（SID、VIC-II、I/Oチップ）が一新されていて、電源電圧も12Vから9Vに変更されている。アメリカ合衆国では、C64Cにサードパーティ製のGEOSというGUIベースのOSを同梱して販売されることが多かった。
- 1990年、C64をゲーム機にした Commodore 64 Games System（C64GS）をリリース。カートリッジを上から挿すようにしたほか、内蔵ROMからBASICが削除され、カートリッジを挿入するようメッセージが出るようになっている。今までの豊富なソフトウェア資産を頼りにして発売されたが、市場は既にSega Genesis（メガドライブ）やSNES（スーパーファミコン）といった16ビット機の時代であり、1985年発売のNESやMaster Systemのさらに前世代機に当たるC64GSは相手にされなかった。商業的には失敗し、ヨーロッパにも出荷されなかった。
- 1990年、C64の後継機コモドール65（英語版）（C64DXとも）のプロトタイプが開発されたが、当時の会長アーヴィング・グールドが1991年にプロジェクト中止を命じた。C65は8ビット機としては最高の仕様で、例えば256色を同時に表示可能であった。これは初期のAmigaに比べても遜色ない性能である。Amigaにはもっと多数の色を同時表示可能なモードもあるが、隣接するピクセルでの色の組み合わせなどに制限があった。C65が中止となった理由は定かではないが、AmigaやCommodore CDTVと競合するのを避けるためと見られている。

### C64 クローン
コモドール64が市場から姿を消して10年後の2004年中ごろ、1997年からコモドールブランドの権利を所有しているTulip Computers BVは、C64のゲームをROMに30本内蔵したジョイスティック型のゲーム機C64 Direct-to-TV（C64DTV）を発表した。設計したのはジェリ・エルズワースで、以前にも C-One というC64クローンを設計したことがある。アメリカでは2004年のクリスマスシーズンを前にQVCで通信販売された。一部ユーザーはこれにC64用周辺機器やキーボードを接続して完全なC64システムを構築した。また、2005年にはラジオシャックがHummerの名でゲーム機として販売した。
また、ELEKTRON社から2000年に発表されたSID STATIONは、C64からMOS Technology製SIDチップ（MOS6581）を抽出し、MIDIシンセサイザーとして楽器化した商品である。テクノ、チップチューンといった電子音楽での使用を目的とした、他に類似した物のない比較的特殊な電子楽器である。

### ブランド再利用

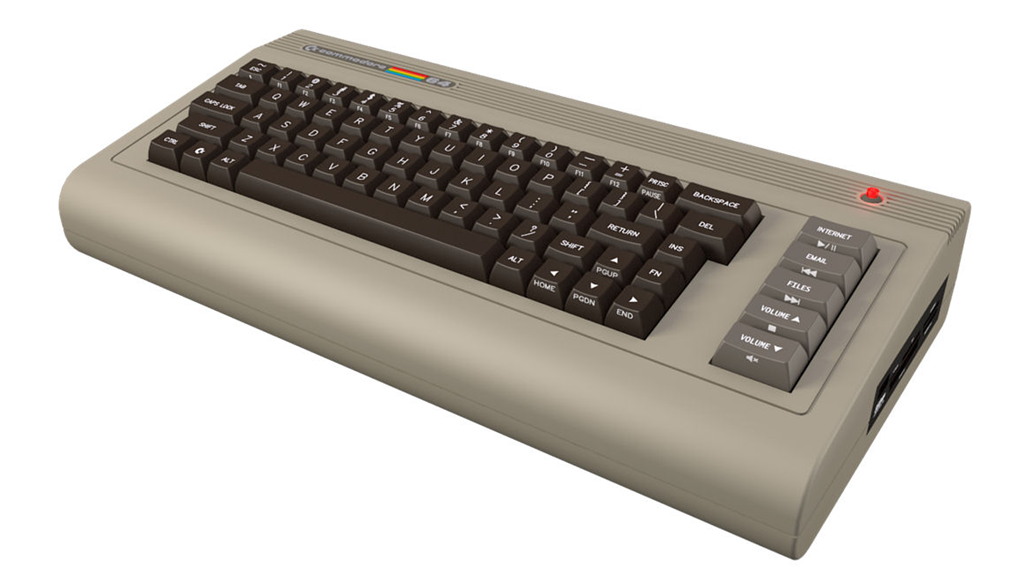
コモドール64x

2011年6月、コモドールのブランドを引き継いだコモドールUSAが復刻版コモドール64xを発売した。ただし、C64xは外観こそ当時のデザインを再現しているが内部アーキテクチャはインテル製デュアルコアプロセッサ D525 Atom（1.8GHz）、NVIDIA製グラフィックチップセットION2、最大4ギガのメモリ搭載、USB、無線LAN等のインターフェースを標準装備した現代の一般的なPCになっている。
Ubuntu 10.10 Desktop Edition を標準搭載しているが、Linuxを独自にカスタマイズしたCommodore OSを開発中で、上述のWiiと同じくエミュレータで当時のゲームを動かす。またゲームカートリッジの復刻版の発売も予定されている。

## ソフトウェア
1982年ごろ、C64のグラフィックスとサウンドの性能に対抗できるのはアタリの8ビットファミリだけで、Atari 2600やApple IIを遥かに凌駕していた。
C64は、ヨーロッパではデモシーンと呼ばれる文化を生み、このムーブメントはC64/C128の後継機であるAmigaに継承されることとなる。特にSIDチップによるサウンドは音楽で今でも使われており、PC用サウンドカードや Elektron SidStation というシンセサイザでもSIDチップが使われている。なお、PAL版とNTSC版ではタイミング等で微妙な非互換があり、デモシーンの多くはPAL版で開発された。

### BASIC
1980年代のホームコンピュータとしては、内蔵ROMにBASIC言語処理系を搭載するのが普通で、C64も同様だった。C64はBASICコマンドからアクセスされるKERNALという簡単なオペレーティングシステムも搭載していた。ディスクドライブは自前のマイクロプロセッサを搭載しており、Apple IIのようにディスクドライブがメモリ空間を占めるということがなかった。
PETシリーズ向けのCommodore BASIC 4.0ではなくVIC-20向けの 2.0 が採用されている。 4.0 はディスク指向を強化しており、C64ユーザーにはそのような強化は不要と判断したためである。むしろRAMをカラー表示に多く割けるようにした。
このバージョンのBASICではサウンドやグラフィックス関連のコマンドが貧弱で、ユーザーはPOKEコマンドで直接グラフィックスチップやサウンドチップのレジスタにアクセスする必要があった。BASICのグラフィックス/サウンド機能を強化すべく、コモドールはカートリッジ版の拡張BASICを2種類発売している（Simons' BASIC、 Super Expander 64）。
他にも Pascal、LOGO、Forth、FORTRAN といった言語処理系が発売された。コンパイラ版のBASICとしては Petspeed 2 や Turbo Lightning があった。
しかし、商用ソフトウェアの多くは性能を最大限に発揮するためアセンブリ言語で書かれた。

### 他のOS
C64向けにサードパーティから様々なオペレーティングシステムが登場した。
GEOS以外に、GEOS互換のサードパーティ製OSが2種類開発されている（Wheels と GEOS megapatch）。ただし、どちらもC64のハードウェアを改造する必要があった。
他にも、WiNGS OS、Unix系でテキストベースの LUnix、組み込みシステム向けでGUIを備えたContikiなどがある。あまり知られていないOSとして他にACE、Asterix、DOS/65、GeckOSなどがある。
CP/Mもリリースされたが、Z80を拡張バス経由で追加する必要があり、真のC64用OSとはみなされない。しかもそのZ80はC64のバスに合わせて低いクロックで駆動されたため、他のCP/Mマシンに比べて性能が悪かった。C64/C128向けCP/Mは他のCP/Mマシン向けのソフトウェアが技術的には動作可能だったが、フロッピーディスクのフォーマットが異なるためそのままでは使えず、C64/C128向けにCP/M用ソフトウェアが販売されることは稀だった。これはとりもなおさず、ソフトウェアベンダーがC64/C128をビジネス用途ではないと考えていたためであり、需要もほとんどなかったと見られる。

### ネットワーク・ソフトウェア
1980年代には、コモドール64を使った草の根BBSが多数存在した。Bizarre 64、Blue Board、C-Net、Color 64、The Deadlock BBS Construction Set といった電子掲示板ソフトウェアをシスオペがカスタマイズして使用することが多かった。草の根BBSはソフトウェアの違法コピーの流通にも一役買った。
大手のパソコン通信もあり、イギリスのCompunet、アメリカのCompuServe（後にAOLが買収）、アメリカの The Source、フランスのミニテルなどが挙げられる。これらのサービスは顧客が専用ソフトウェア付きのモデムを購入する形で利用した。
アメリカとカナダでは1985年11月から1994年11月まで、C64/C128ユーザー向けのオンラインサービス Quantum Link（Q-Link）が運営されていた。1991年10月からそれを America Online と改称。現在も続いているAOLの基盤となった。

### オンラインゲーム
マルチプレイヤー型のインタラクティブゲームは、DEC PDP-10 上で書かれたアドベンチャーゲーム M.U.D（Multi User Dungeon）が発祥である。ブリティッシュ・テレコムの Compunet 向けに開発され、アメリカではCompuServeで広まった。このテキストベースのアドベンチャーゲームは、パソコン通信上でリアルタイムの（テキストによる）会話と戦闘が可能だった。
1987年には、C64/C128専用だった Quantum Link でグラフィックスも含めたオンラインゲームの開発が始まっている。このころは300ビット毎秒のモデムをサポートするため、グラフィックスを使ったゲームの開発は困難を伴った。1990年代前半までインターネットはNSFNETによって商用利用が制限されていた。そのため初期のMMORPGやテキストアドベンチャーは CompuServe や AOL といった個別のパソコン通信業者のサービス上で発展していった。
最初のグラフィックスを使ったオンラインゲームとしてClub Caribeがある。1988年ルーカスアーツが Habitat としてQ-Linkを利用するC64ユーザー向けに発売したもので、後にClub Caribeと改称している。ユーザーは相互にやり取りでき、アイテムを交換できるようになっていた。初歩的なものだったがオンラインアバターも採用しており、オンラインチャットとグラフィックスの組み合わせは当時としては斬新だった。

## 日本におけるコモドール64
1982年の年末商戦に合わせ、日本でもコモドールジャパンよりカタカナキーボードの付いた日本語版C64が99800円で発売された。しかし日本のホビー向けパソコンはNEC・シャープ・富士通の三大メーカーが幅を利かせていた時代であり、対応ソフトも揃わなかったためほとんど売れなかった。対応ソフトはコモドールジャパン本社より発売された数本のゲームしか存在せず、後は『マイコンBASICマガジン』に載っているプログラムを手入力するか自分で作るしかなく、秋葉原などにあるショップで海外産ソフトの輸入物を購入しても日本語版C64で走らせると文字化けするなどした。
C64が失敗した最大の要因はファミコンの発売である。1982年11月に発売された廉価版C64とも言えるマックスマシーンは34800円と安価で、ソード・M5やトミー・ぴゅう太などと競合し得る程度は売れていたが、1983年7月に任天堂からファミコンが14,800円で発売されると、C64を初めとするファミコン以下の性能しかないゲームパソコンは瞬く間に淘汰されてしまった。
VIC-1001に引き続いてコモドールジャパンの下請けとしてゲームを製作したのは、設立間もない日本の無名のデベロッパーだったHAL研究所である。当時のHAL研究所にオリジナルゲームを開発する企画力はほとんど無く、『スペースインベーダー』のコピーである『アベンジャー』や『ラリーX』のコピーの『レーダーラットレース』、ゲーム内容が『ルナランダー』のコピーで効果音が『ムーンクレスタ』のコピーだった『ジュピターランダー』などの無許諾のコピーゲームが中心だった。その完璧な移植度はユーザーから喜ばれたが、コモドールジャパンはナムコから訴訟を起こされ、後に事後承諾でライセンスを結ぶことで和解した。元々マックスマシーン向けにリリースされたこれらのソフトであるが、米コモドール本社は後に発売されたC64向けソフトとして欧米でもリリースすることで、ローンチタイトルを拡充することに成功した。だが、北米ではナムコのディストリビューターをしていたアタリがナムコ製ゲームのライセンスを持っていたため、いくつかのソフトはアタリに訴えられて発売中止となった。
一方コモドールは当時日本の中堅ゲームメーカーだった任天堂ともVIC-1001の頃より交渉をしていたが決裂し、代わりに任天堂はコモドールのライバルであるコレコやアタリと提携してコレコビジョン・Atari 2600用ソフト『ドンキーコング』などをリリースしている。『ドンキーコング』はC64でもリリースはされたが、ずっと後の1986年のことになる。これら交渉先・提携先の米国企業のハードに影響を受けた任天堂は自社製ハードであるファミコンを出すことを決定した。設立当初よりクオリティの高さを示したHAL研究所は後に任天堂ハードのセカンドパーティとして取り込まれる。
なお、欧米でホームコンピュータが成熟期を迎えていた1980年代半ばの日本で、「安価なホームコンピュータ」という欧米でのC64に相当する地位を得ていたのはMSXである。しかし、日本ではファミコンの存在感があまりにも大きかったため、欧米でホームコンピュータが示した「パソコンとしても使えるゲーム機」の優位性は霞んでしまい、欧米でのC64と比べてあまり普及しなかった。当時の日本のホームコンピュータ市場でシェアを握ったのは安価なMSXではなく、より高級なNEC・PC-8800シリーズである。ファミコンの人気を受け、NECは安価なPC-6001シリーズを打ち切ってPC-8800シリーズに力を集約し、寡占的なシェアを得た。
C64のSID音源は1980年代当時の日本では正当な評価を受けることなく終わったが、欧米ではチップチューンに使われる代表的な音源という事もあり、C64を楽器として利用しているミュージシャンの砂原良徳など日本にも愛好家は少なからずいる。